# آمار توصیفی (کتاب)
آمار توصیفی کتابی از ژرار کالت با ترجمهٔ حسن صادقی است که در سال ۱۳۷۰ منتشر و در مراسم کتاب سال جمهوری اسلامی ایران به‌عنوان کتاب برگزیده معرفی شد.